# 21678 Лінднер
21678 Лінднер (21678 Lindner) — астероїд головного поясу, відкритий 5 вересня 1999 року.
Тіссеранів параметр щодо Юпітера — 3,414.